# Melanophryniscus klappenbachi
Melanophryniscus klappenbachi là một loài cóc thuộc họ Bufonidae.
Loài này có ở Argentina, Paraguay, có thể cả Bolivia, và có thể cả Brasil.
Môi trường sống tự nhiên của chúng là vùng cây bụi khô khu vực nhiệt đới hoặc cận nhiệt đới, vùng cây bụi ẩm khu vực nhiệt đới hoặc cận nhiệt đới, đầm nước ngọt có nước theo mùa, và vùng đồng cỏ.